# Johannes Zieger
Pour les articles homonymes, voir Zieger.
Johannes Zieger, surnommé Jean Zieger (né le 3 septembre 1910 à Waldsee, mort le 5 avril 1981 à Ludwigshafen) est un résistant allemand au nazisme.

## Biographie
Johannes Zieger, ouvrier et chauffeur de taxi, appartient à un groupe de résistance communiste de la région de Spire. En tant qu'« homme avec la baratte de lait », il est un courrier entre les groupes de résistance communistes du Vorderpfalz : en signe de ne pas être suivi, il a un pot de lait sur le guidon de sa moto. Il est arrêté en février 1935 et conduit le 27 février au centre de détention de Frankenthal par le tribunal de Spire. Le maire de Waldsee et même le Ortsgruppenleiter du NSDAP font campagne pour sa libération - en vain. Il est transféré de Frankenthal à Munich le 9 octobre 1935.
Au cours de l'été 1935, le procureur général de l'Oberlandesgericht de Munich engage des poursuites contre Zieger et le groupe de résistance de Spire pour préparation à la haute trahison. Plus précisément, les 17 membres sont accusés d'avoir participé à des réunions de conspiration avec des idéologues de Ludwigshafen et de Mannheim, recueilli des dons pour la direction de district illégale, afin de soutenir des prisonniers politiques et introduit des écrits venant de la Sarre.
Le 31 octobre 1935, la 2e division criminelle de l'OLG de Munich rend son verdict. Johannes Zieger est condamné à deux ans de prison et trois ans de perte de ses droits civiques.
Après l'expiration de la peine "régulière" de prison, Zieger est emprisonné avec la plupart de ses camarades au camp de concentration de Dachau et est envoyé en 1943 dans la 999e division légère. Après de nouvelles années de captivité américaine, Zieger rentre dans son village natal du Palatinat.
Elise Rohr (née Tremmel), la compagne de Johannes Zieger, est aux côtés de Jakob Schultheis et Stanislaus Peplinski du groupe Speyerer Kameradschaft, impliquée dans les activités de coopération avec les prisonniers de guerre étrangers et les travailleurs forcés.